# Харлашин, Пётр Степанович
Петр Степанович Харлашин (18 августа 1944, г. Мариуполь) — учёный в области теории и практики производства стали, доктор технических наук (1994), профессор (1995), заведующий кафедрой металлургии стали им. профессора И. Г. Казанцева Приазовского государственного технического университета, академик Академии наук высшей школы Украины.

## Биография
Родился 18 августа 1944 г. в Мариуполе в семье рабочего. В 1962 году окончил школу и был принят на I курс Ждановского металлургического института.
В 1963 году был призван в ряды Военно-морского флота. В феврале 1966 году принят в члены КПСС. В 1967 году уволился в запас в звании младшего лейтенанта. После демобилизации до восстановления в институте работал на заводе Тяжмаш слесарем.
С 1968 г. продолжил обучение в Ждановском металлургическом институте. За все время учебы в институте был отличником и Ленинским стипендиатом, активно работал в СНО. В мае 1968 г. избран членом бюро металлургического факультета, а в октябре того же года секретарем комсомольского бюро факультета.

В феврале 1968 г. избран секретарём комитета комсомола ЖМИ и членом парткома.
За время учебы избирался депутатом Городского совета народных депутатов XII и XIII созывов, членом ГК ЛКСМ, членом бюро Жовтневого РК ЛКСМУ.

В 1972 г. окончил институт по специальности «Физико-химические исследования металлургических процессов» и поступил (1973 г.) в аспирантуру на кафедре металлургии стали. Диссертационную работу завершил в 1976 г. и успешно защитил в феврале 1978 г. Ему присуждена ученая степень кандидата технических наук.

С сентября 1977 г. работает на кафедре металлургии стали ассистентом, старшим преподавателем, доцентом.

В июле 1982 г. Петру Степановичу присвоено ученое звание доцента кафедры металлургии стали.

С 1988 г. — заведует кафедрой металлургии стали им. профессора И. Г. Казанцева.

В 1994 г. защитил докторскую диссертацию. В 1995 г. ему присвоено ученое звание профессора.
 С 1997 г. П. С. Харлашин является академиком Академии наук высшей школы Украины (отделение металлургии).

С 2001 г. по февраль 2014 г. — декан металлургического факультета Приазовского государственного технического университета.

## Научная деятельность
Основное направление научной деятельности П. С. Харлашина — прогрессивные процессы металлургии стали и сплавов, которые имеют первоочередное значение для отечественной науки и техники.

Научные исследования проводятся по направлениям: формирование теоретических и технологических основ получения материалов с заданными свойствами, изучение высокотемпературных физико-химических, металлофизических свойств оксидных и металлических систем, развитие теории и разработка технологии производства широкого сортамента стали, в том числе из высокофосфористых чугунов.

Им опубликовано более 700 научных работ, в том числе : 15 монографий, 34 учебника и учебных пособия, получено 68 авторских свидетельств и патентов на изобретения.

П. С. Харлашин подготовил 14 кандидатов и докторов наук. Он является членом специализированного совета ПГТУ по защите кандидатских диссертаций, главой экспертной комиссии университета и членом Экспертного совета по металлургии Министерства образования и науки Украины, а также — Международного научно-технического «Совета по проблемам внепечной обработки и непрерывной разливки стали», редакционных коллегий научных журналов, («Металл и литьё Украины», «Металлургическая и горнорудная промышленность»), учёного совета университета, Президиума Научно-технического общества чёрной металлургии Украины.

## Награды
Награждён юбилейными медалями «20 лет Победы в Великой Отечественной войне» (1965) и «За доблестный труд в ознаменование 100—летию со дня рождения Ленина» (1970).
К 75-летию ПГТУ (2005 г.) Петр Степанович награждён Почетной медалью.

В 2006 г. с творческим коллективом ПГТУ он стал победителем конкурса «Книга Донбасса».

Профессору Харлашину в 2010 г. вручена Почётная грамота Министерства образования и науки Украины «За сумлінну працю, плідну науково-педагогічну діяльність та особистий внесок у розвиток національної освіти».

Петр Степанович представлял Приазовский государственный технический университет в городском конкурсе «Мариуполец года» (2012 г.) и занял первое место в номинации «За весомый вклад в развитие науки» (Академическая наука).

По итогам Мариупольского конкурса «Лучшая книга года-2012» в номинации «Научная книга. Технические науки» лауреатом признана книга коллектива авторов ПГТУ «Вопросы современной металлургии» (Харлашин Петр Степанович и др.), изданная в донецкой типографии «Норд Компьютер».
.
Среди разработок по приоритетным направлениям развития науки и техники (организатор — Министерство образования и науки Украины) одержала победу работа «Разработка и внедрение программного комплекса технологии вдувания порошкообразных материалов в расплавы и агрегаты», в которой Харлашин П. С. был научным руководителем (2012 г.). 

В апреле 2013 г. П. С. Харлашин становится лауреатом 2-го этапа областного конкурса «Лучший работник года» в сфере образования; ему вручена грамота в номинации «Лучший декан высшего учебного заведения».

За профессиональную деятельность и вклад в развитие металлургии в сентябре 2013 г. Петр Степанович получил золотую медаль и престижную премию «Diploma Di Merito».

## Основные труды
- Харлашин П. С. Влияние мышьяка на свойства металлических систем и качество стали / П. С. Харлашин, М. А. Шумилов, Е. И. Якушечкин. — К. : Вища школа, 1991. — 343 с. Ссылка
- Меджибожский М. Я. Теоретические основы сталеплавильных процессов : учебное пособие для студентов вузов и колледжей по специальности «Металлургия черных металлов» / М. Я. Меджибожский, П. С. Харлашин. — К. : УМК ВО, 1992. — 251 с. Ссылка
- Харлашин П. С. Мышьяк и его роль в металлургических процессах : монография / П. С. Харлашин; ПГТУ. Каф. металлургии стали. — К. : Вища школа, 1993. — 303 с Ссылка
- Теоретические основы сталеплавильных процессов: Учеб. пособие для вузов по направлению подгот. дипломир. специалистов 651300-«Металлургия» по специальности 110100-«Металлургия чер. металлов» / Р. С. Айзатулов, П. С. Харлашин, Е. В. Протопопов, Л. Ю. Назюта; Под общ. ред. П. С. Харлашина и др. — М. : МИСИС, 2002. — 318, [1] с. : — 1000 экз. — ISBN 5-87623-111-8
- Теория и технология непрерывных процессов производства стали : Монография / П. С. Харлашин [и др.]. — Мариуполь : ПГТУ, 2008. — 269 с. Ссылка
- Теория и практика современных окислительных процессов (термодинамика и кинетика) / П. С. Харлашин [и др.]; ред. П. С. Харлашин. — Мариуполь : Норд-Пресс, 2008. — 467 с. Ссылка
- Харлашин П. С. Физическая химия (теория, примеры, задачи) : учебник для ВУЗов / П. С. Харлашин, В. Г. Гугля, В. И. Бондарь. — Мариуполь, ПГТУ, 2009. — 617 с. Ссылка
- Харлашин П. С. Сборник задач по физической химии : учебное пособие для студентов вузов, обучающихся по направлению «Металлургия» и «Физическое материаловедение» / П. С. Харлашин, В. Г. Гугля. — М.: МИСиС ; Мариуполь : ПГТУ, 2009. — 412 с. Ссылка
- Мышьяк : (теория, технология, качество продукции) : монография : в 2-х томах / П. С. Харлашин [и др.] ; Приазовский государственный технический университет, ПГТУ. Каф. металлургии стали им. И. Г. Казанцева. — Мариуполь : ПГТУ, 2010 — . — 80-летию кафедры металлургии стали ПГТУ. Т.1 : Мышьяк в металлургических расплавах, процессах, технологиях. — 541 с. Ссылка
- Мышьяк : (теория, технология, качество продукции) : монография : в 2-х томах / П. С. Харлашин [и др.] ; Приазовский государственный технический университет, ПГТУ. Каф. металлургии стали им. И. Г. Казанцева. — Мариуполь : ПГТУ, 2010 — . — 80-летию кафедры металлургии стали ПГТУ. — Т.2 : Влияние мышьяка на свойства металлических систем и качество стали. — 475 с. Ссылка
- Вопросы современной металлургии : монография / П. С. Харлашин [и др.]; под общ. ред. П. С. Харлашина. — Донецк : Норд компьютер, 2011. — 859 с. Ссылка
- Харлашин П. С. Практикум экспериментов и расчетов состояния сталеплавильных систем : научное издание для вузов / П. С. Харлашин. — Мариуполь : ПГТУ, 2011. — 432 с. Ссылка
- Вопросы современной металлургии : монография / П. С. Харлашин [и др.]; под общ. ред. П. С. Харлашина. — Донецк : Норд компьютер, 2012. — Т.2. — 758 с. Ссылка

На других языках
- Меджибожський М. Я. Основи термодинаміки і кінетики сталеплавільних процесів : підручник для студ. вузів за спец. «Металургія чорних металів» / М. Я. Меджибожський, П. С. Харлашин. — К. : Вища школа, 1993. — 327 с. Ссылка
- Металургія (проблеми, теорія, технологія, якість) : підручник для вузів / П. С. Харлашин [та ін.]. — Маріуполь : Вид-во ПДТУ, 2004. — 723 с. Ссылка
- Boychenko B. M. Converter production of steel: theory, technology, quality of steel, the facilities' design, recirculation of materials and environmental protection : textbook for students / B. M. Boychenko, V. B. Okhotskiy, P. S. Kharlashin ; Ministry of science and education of Ukraine, National academy of metallurgy of Ukraine. — Donetsk : «Nord-Computer» publishers, 2008. — 402 p. Ссылка
- Сударев В. П. Прикладні задачі теорії вірогідностей і матиматичної статистики: Навчальний посібник для ВНЗ / В. П. Сударев, П. C. Харлашин, 2009. — 428 с. Ссылка